# Thomas Thackray
Thomas Thackray fou un compositor anglès del segle xviii. Es creu que va néixer a la ciutat de York en la que residí quasi tota la seva vida. Gaudí de gran notorietat com a compositor de minuets i altres danses de societat. Vers l'any 1770 publicà a Londres un quadern, titulat A Collection of Forty Four Airs Properly adapted for One or Two Guittars i a York un altre del mateix gènere, contenint sis lliçons per a guitarra.